# Now and Then (The Beatles)
Now and Then è un singolo del gruppo musicale britannico The Beatles, pubblicato il 2 novembre 2023.
Proviene da una registrazione demo del 1977 di John Lennon, rielaborata nel 1995 con parti di chitarra da George Harrison e poi ultimata nel 2022 con il basso di Paul McCartney e la batteria di Ringo Starr.
Il brano ha valso ai Beatles il loro undicesimo Grammy Award nel 2025, a distanza di cinquantacinque anni dallo scioglimento, nella categoria di miglior interpretazione rock.

## Antefatti
Lennon scrisse Now and Then alla fine degli anni settanta, e ne registrò un provino nel 1977 al pianoforte nel suo appartamento al Dakota di New York. Il testo del brano è tipico delle apologetiche canzoni d'amore che Lennon scrisse nell'ultima parte della sua carriera. Per la maggior parte le strofe sono quasi complete, sebbene ne manchi ancora qualcuna che Lennon non incise sul nastro demo. Sul Los Angeles Times, Stephen Thomas Erlewine definì la composizione di Lennon "una ballata esile e malinconica", mentre Kyle Denis di Billboard scrisse che la traccia originale era "una ballata rock incentrata sulla chitarra e sull'amore". Craig Jenkins di Vulture disse che la versione originale del brano languiva in uno stato incompiuto, con le sue melodie vocali e di pianoforte avvolte in una fitta schiera di sibili abrasivi e graffianti, troppo lo-fi per essere inseriti nelle registrazioni di alta qualità per cui i Beatles erano famosi.
Now and Then, registrata su una audiocassetta su cui Lennon aveva scritto: "per Paul", venne poi consegnata dalla moglie Yōko Ono a Paul McCartney nel 1994. Nel febbraio dell'anno seguente McCartney tentò di sviluppare il brano, ma le condizioni non ottimali della registrazione gli impedirono di proseguire. Per il brano, George Harrison realizzò una parte di chitarra ritmica che venne registrata prima del suo decesso. Nel 2022, grazie all'apprendimento automatico, si è riusciti a estrapolare la sola voce di Lennon dal resto dei suoni dalla cassetta originale e da questa base è iniziato il lavoro per la realizzazione del brano.

## Prima versione dei Beatles con Harrison
Nel gennaio 1994 Yōko Ono diede a Paul McCartney due audiocassette contenenti incisioni casalinghe di brani che Lennon aveva lasciato incompiuti o solo abbozzati, due dei quali, Free as a Bird e Real Love, sarebbero stati completati dai membri superstiti dei Beatles e pubblicati come parte del progetto Anthology. Le altre due canzoni sul nastro erano Grow Old with Me e Now and Then. Grow Old with Me era stata già pubblicata nel 1984 nell'album postumo di Lennon Milk and Honey, quindi i Beatles rivolsero le proprie attenzioni a Now and Then. Nel marzo 1995, i tre Beatles cominciarono a lavorare alla canzone incidendo una traccia base rudimentale da usarsi come sovraincisione. Tuttavia, dopo vari giorni in studio, la lavorazione cessò del tutto e i piani per la pubblicazione di un terzo singolo furono scartati.
Il produttore Jeff Lynne raccontò che le sessioni per Now and Then in realtà consistettero in "una sola giornata, anzi un pomeriggio": «La canzone aveva un ritornello ma era quasi del tutto priva di strofe. Facemmo la traccia base, un percorso difficile che non abbiamo mai davvero portato a termine». Un ulteriore fattore che portò alla cancellazione della canzone fu un difetto tecnico nella registrazione originale. Come anche in Real Love, durante la registrazione demo di Lennon è possibile ascoltare un fastidioso ronzio. Tuttavia, il rumore era molto più forte in Now and Then, rendendolo di fatto più difficile da eliminare.
Il progetto fu in gran parte accantonato a causa dell'antipatia di Harrison per la canzone a causa della bassa qualità dell'incisione originale disponibile. In seguito McCartney disse che Harrison aveva definito il pezzo "robaccia". McCartney disse alla rivista Q nel 1997: "A George non piaceva. I Beatles sono una democrazia, e così non l'abbiamo fatta." Successivamente alcuni, come Ben Lindbergh del sito internet The Ringer, specularono sul fatto che, mettendo da parte la qualità, a George Harrison non piacesse proprio la canzone stessa.

## Restauro digitale e versione finale

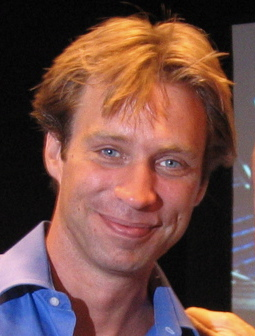
Giles Martin co-produsse la versione finale di Now and Then

Per il documentario del 2021 The Beatles: Get Back, la casa di produzione WingNut Films del regista Peter Jackson isolò strumenti, voci e conversazioni individuali utilizzando una nuova tecnologia audio di restauro. Il software, chiamato "MAL" (Machine Assisted Learning), in onore del road manager dei Beatles Mal Evans, fu utilizzato su un nastro demo di Now and Then fornito da Sean Lennon, di qualità superiore, riuscendo a separare la traccia vocale dall'accompagnamento di pianoforte, senza perdite di qualità.
Il restauro fu seguito dall'aggiunta di una sezione d'archi composta da Giles Martin, McCartney e Ben Foster, registrata ai Capitol Studios. Alla traccia fu dato il nome in codice Give & Take per evitare fughe di notizie da parte dei musicisti coinvolti e l'incisione si svolse alla fine di aprile 2022. Alla fine, McCartney e Martin aggiunsero estratti delle registrazioni vocali originali tratti da Here, There and Everywhere, Eleanor Rigby e Because incorporandoli nella nuova canzone. La nuova versione dei Beatles è circa un minuto più corta rispetto al nastro demo di Lennon, in gran parte perché quest'ultimo include due bridge pre-ritornello che il primo rimuove. Discutendo della rimozione di parte del demo originale, McCartney disse: «Aveva una grande sezione centrale e pensavo che fosse un po' sconclusionata. Ho pensato tra me e me, beh, se lavorassi con John adesso... direi: "Dobbiamo fare qualcosa per quella parte centrale e forse anche rimuoverla. Penso che renderà la canzone più forte." Così abbiamo fatto. Penso che lui sarebbe stato d'accordo. Ovviamente non lo saprò mai ma, sai, penso che la mia sia la migliore ipotesi che possiamo avere». La traccia finale fu prodotta da McCartney e Martin e mixata da Spike Stent.
Il 13 giugno 2023, Paul McCartney disse nel corso del programma radiofonico Today di BBC Radio 4 di "avere appena finito" di lavorare a un vecchio nastro demo di John Lennon per estrarre la sua voce e completare la canzone, utilizzando l'intelligenza artificiale (in parole sue). Definendo il progetto "l'ultimo disco dei Beatles", non menzionò il titolo della canzone; tuttavia, BBC News riportò la notizia che la canzone era molto probabilmente Now and Then e che sarebbe stata pubblicata nel corso del 2023. Circa l'impiego della AI per il brano, McCartney chiarì nel giugno 2023: «Nulla è stato creato artificialmente o sinteticamente. È tutto reale e tutti ci suoniamo sopra. Abbiamo ripulito alcune registrazioni esistenti, un processo che va avanti da anni».

## Video musicale
Il video, diretto da Peter Jackson, è stato pubblicato il 3 novembre 2023. Include materiale precedentemente inedito, con immagini mai viste prima dei Beatles, tratte dagli archivi di Pete Best, da scene filmate nel 1995 durante le sessioni di registrazione per il progetto Anthology, oltre che da filmini amatoriali di Harrison, e nuove immagini di McCartney e Starr che interpretano la canzone. Gli effetti speciali sono opera della Wētā FX.

## Tracce
1. Now and Then – 4:08
2. Love Me Do (2023 Mix) – 2:23

## Formazione

### The Beatles
- Paul McCartney – voce, basso, chitarra acustica, chitarra slide, piano, cori
- John Lennon – voce
- George Harrison – chitarra elettrica solista, chitarra acustica, cori
- Ringo Starr – batteria, cori, tamburello

## Musicisti aggiuntivi 2023
- Neel Hammond, Adrianne Pope, Charlie Bisharat, Andrew Bulbrook, Songa Lee, Serena McKinney – violino
- Ayvren Harrison, Caroline Buckman, Drew Forde, Linnea Powell – viola
- Mia Barcia-Colombo, Giovanna Clayton, Hillary Smith – violoncello
- Mike Valerio – contrabbasso
- Jérôme Leroy – direzione[19]

## Produzione 1995
- Jeff Lynne – produttore
- George Martin – co-produttore
- Geoff Emerick- ingegnere del suono

## Produzione 2023
- Paul McCartney, Giles Martin – produzione
- Paul McCartney, Giles Martin, Ben Foster – arrangiamento archi
- Mark "Spike" Stent – missaggio stereo
- Giles Martin, Sam Okell – missaggio Atmos
- Miles Showell – masterizzazione vinile
- Oli Morgan – masterizzazione Atmos
- Bruce Sugar, Steve Genewick, Greg McAllister, Keith Smith, Mark "Spike" Stent, Steve Orchard, Jon Jacobs – ingegneri del suono

## Classifiche
| Classifica (2023) | Posizione massima |
| ----------------- | ----------------- |
| Austria           | 1                 |
| Canada            | 10                |
| Francia           | 14                |
| Germania          | 1                 |
| Islanda           | 19                |
| Italia            | 52                |
| Polonia           | 78                |
| Regno Unito       | 1                 |
| Repubblica Ceca   | 66                |
| Slovacchia        | 94                |
| Svizzera          | 2                 |
| Stati Uniti       | 7                 |